# Parco nazionale della Serra da Bocaina
Il parco nazionale della Serra da Bocaina si trova a cavallo tra gli stati di Rio de Janeiro e San Paolo, nella regione sudorientale del Brasile. Si tratta di una porzione della catena montuosa della Serra do Mar.

## Storia
Il parco nazionale della Serra da Bocaina è stato creato con Decreto Federale del 1971; comprende un'area di circa 134.000 ettari e accoglie una significativa biodiversità. La creazione del parco aveva l'obiettivo di installare uno scudo di vegetazione originale, sulle pendici della Serra do Mar a protezione di un eventuale  incidente nucleare ai reattori di Angra dos Reis (Angra I e II).
La sede amministrativa del parco è a São José do Barreiro, nello stato di São Paulo. La gestione è affidata all'Instituto Chico Mendes de Conservação da Biodiversidade (ICMBio).

## Flora
Si stima che il 60% della vegetazione sia composta da foresta vergine (foresta atlantica), e che la parte rimanente sia foresta secondaria con più di 30 anni di crescita. Tra le specie vegetali più significative si distaccano le araucarie, i cedri, le cecropie, alcune palme e le bromelie.
Nella regione sono riconoscibili tre tipi di formazione vegetativa: la foresta ombrofila densa, che è dominante; la foresta umida di Araucaria dove primeggiano il pino del Paraná e il Podocarpus lambertii, e le praterie d'altitudine.

## Fauna

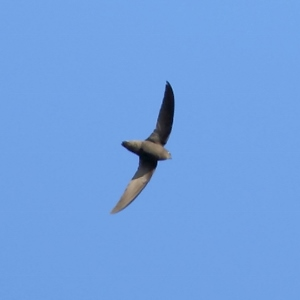
Andorinhão-do-temporal - il Bird watching è una delle attività favorite nel parco.

Tra la fauna residente del parco, sono da segnalare il giaguaro, il puma, il bradipo dal cappuccio, lo uistitì dalle orecchie bianche e numerose specie di uccelli.
Sono state registrate circa 300 specie di uccelli nel parco, che costituisce un luogo privilegiato per l'esercizio del bird watching. Tra le specie di uccelli più comuni si distaccano il gufo dai sopraccigli fulvi, la Chaetura meridionalis, il Knipolegus cyanirostris.

## Accessi
I due accessi stradali al parco sono da São José do Barreiro e da Parati, dove esiste un ufficio distaccato del parco. São José è raggiungibile percorrendo la Rodovia Presidente Dutra, a 200 km di distanza da Rio de Janeiro o 278 da San Paolo, oppure con servizi di linea di autobus.
Parati è raggiungibile da Rio de Janeiro (240 km) percorrendo la Rio-Santos lungo la costa, mentre da San Paolo è preferibile prendere la Rodovia Ayrton Senna fino a Taubaté per poi scendere verso il litorale.

## Attività

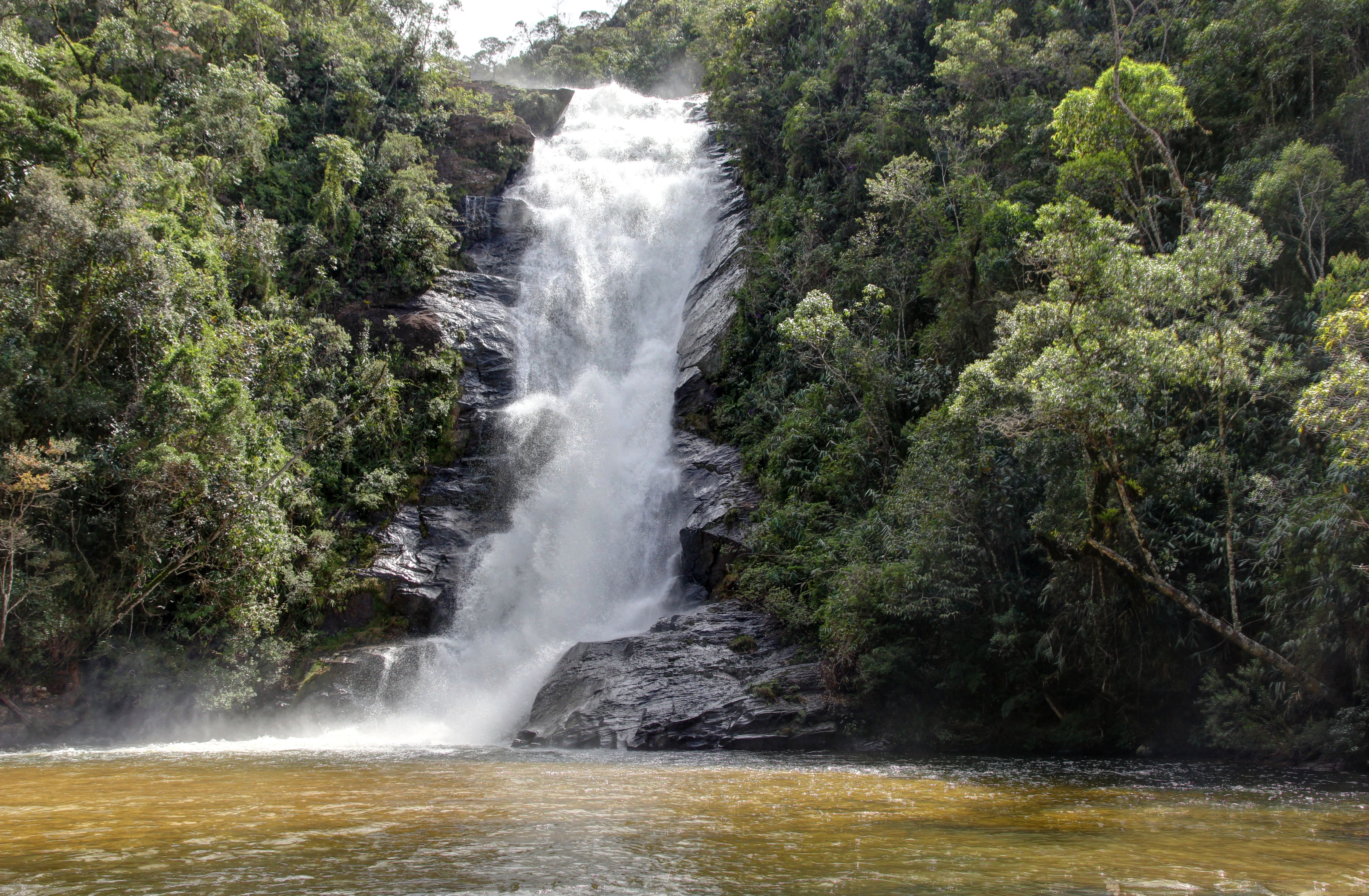
Cascata Santo Isidro.

Il parco offre un'ampia gamma di attrazioni turistiche naturali, come la cascata Santo Isidro, la cascata delle Posses e ancora più all'interno la cascata dei Veados. L'entrata del parco segna anche l'inizio della parte conclusiva della Trilha do Ouro, che ha una lunghezza di circa 73 km e termina sulla spiaggia di Mambucaba, a Angra dos Reis.
Il punto più elevato è il Picco del Tira o Chapéu, che raggiunge i 2.088 metri sul livello del mare, uno dei punti più alti dello stato di San Paolo.